# Barraca del camí del Corral del Fortuny VI
La Barraca del camí del Corral del Fortuny VI és una obra del Pla de Santa Maria (Alt Camp) inclosa a l'Inventari del Patrimoni Arquitectònic de Catalunya.

## Descripció
És un conjunt de dues barraques geminades aixecades sobre un rocall i orientades SSE. A la dreta hi ha el cos principal, de planta ovalada sense raconeres a l'entrada i cap element funcional a l'interior. El portal rematat amb llinda i arc de descàrrega, la cornisa forma al damunt del portal un cert ràfec. El cos situat a l'esquerra és de planta rectangular amb les cantoneres arrodonides i el portal també és amb llinda i un cert arc de descàrrega, a l'interior només hi ha una fornícula. A l'exterior, i en l'espai comprès entre les dues construccions, hi ha una menjadora. A la part posterior de la construcció hi ha una escaleta per a accedir a la coberta, prop del primer graó hi ha un cocó o armariet.
La llargada total del conjunt és d'uns 11'25m. Ambdós cossos estan coberts amb falses cúpules que clouen amb unes sèries de lloses col·locades en angle (naviculars) amb unes alçades màximes entre 2m i 2'32m. A la dreta de la construcció hi ha un paravents, tapat de bardisses que forma un recer. Al davant de la menjadora hi ha un muret que fa a la vegada de paravents per a l'animal.